# Charles Pinel
Pour les articles homonymes, voir Pinel.
Charles Pinel est un botaniste français né le 27 avril 1802 à Paris et mort le 18 juillet 1871 à Nova Friburgo au Brésil.

## Biographie
Charles Pinel est le fils de Philippe Pinel et le frère de Scipion Pinel. Après des études de sciences, de lettres et de droit à Nîmes, il émigre en 1834 au Brésil, où il devient un  botaniste de renommée internationale. Il est un spécialiste des orchidées et des spermatophytes,,. 
En 1835, il se marie avec Marie Catherine Rime, avec laquelle il a huit enfants, quatre fils et quatre filles. 

## Taxons décrits par Charles Pinel
- Gemellaria C.Pinel ex Antoine
- Gemellaria C.Pinel ex Lemaire
- Oncidium flabelliferum C. Pinel

## Taxons nommés en hommage à Charles Pinel
- Aechmea pineliana Baker
- Echinostachys pineliana Brongn. ex Planch.
- Nidularium pinelianum Lem.
- Oncidium pinellianum Lindl.